# Козімо Ферро
Козімо Ферро (італ. Cosimo Ferro; нар. 8 червня 1962, Катанія, Італія) — італійський фехтувальник на шпагах, бронзовий призер Олімпійських ігор 1984 року.

## Виступи на Олімпіадах
| Олімпіада         | Дисципліна     | Місце |
| ----------------- | -------------- | ----- |
| Лос-Анджелес 1984 | командна шпага | 3     |